# Temple bouddhiste de Belgrade

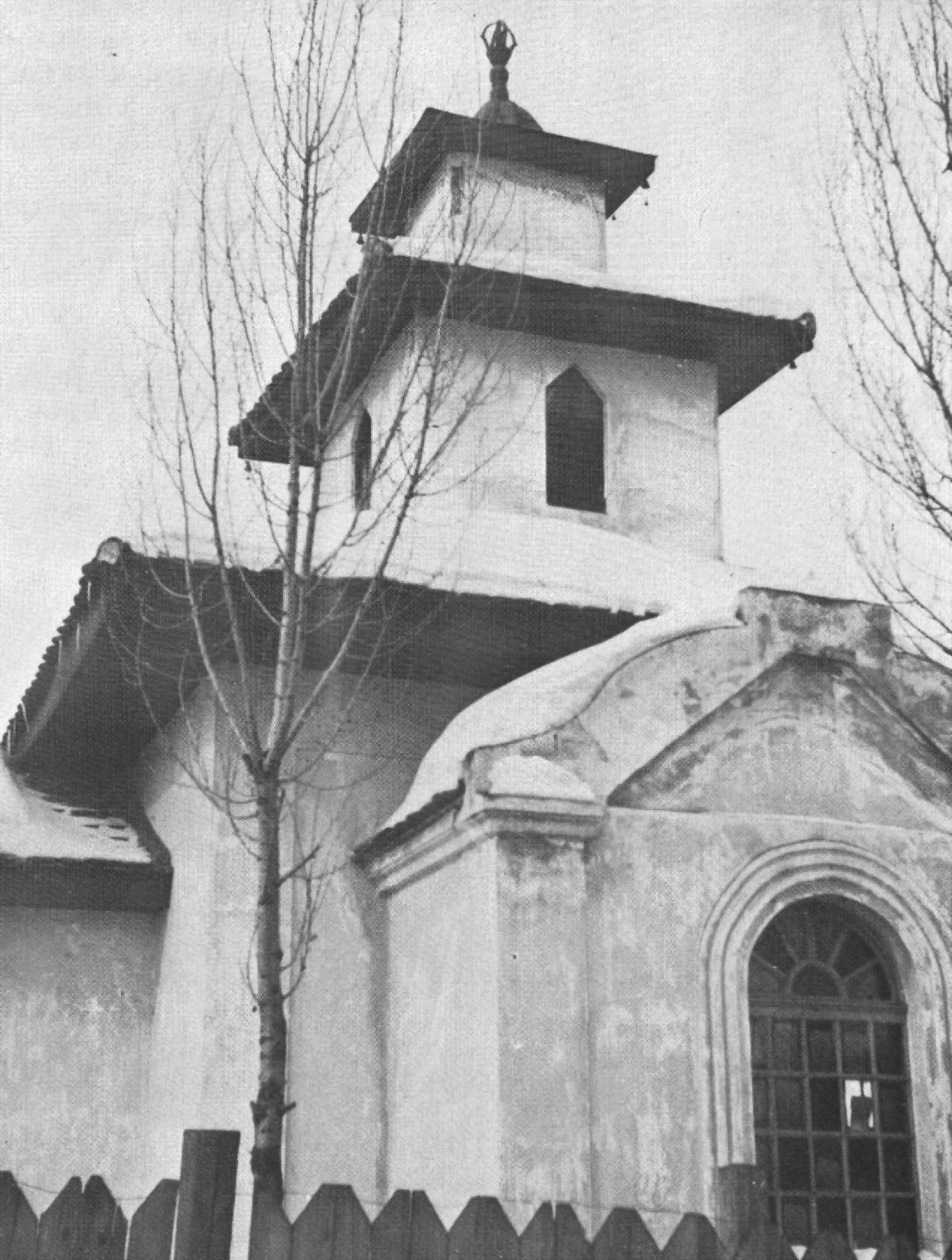
Le temple kalmouke de Belgrade au début de l'année 1944

Le temple bouddhiste de Belgrade (Serbe : Калмички будистички храм у Београду) est un ancien temple de Belgrade qui avait été édifié pour les immigrés kalmouks fuyant la guerre civile russe de 1918-1920 qui avaient combattu au sein de l'Armée blanche. Il fut ouvert au culte de 1928 à 1944 et démoli quelques années après la Seconde Guerre mondiale.

## Histoire
Les premiers Kalmouks sont arrivés en Serbie, à travers Constantinople, en 1920 au sein des divisions cosaques de l'Armée blanche démobilisée en exil. Beaucoup étaient originaires de la stanitsa de Platovskaïa (aujourd'hui Boudionnovskaïa) et de celle de Dennissovskaïa, dont les chefs spirituels étaient Mantchouda Bourinov et Sandji Oumaldinov. Plusieurs centaines de Kalmouks s'installent dans les faubourgs de Belgrade, constituant la colonie kalmouke la plus importante d'Europe. Ils ouvrent un temple en 1923 dans des locaux loués, près des quartiers militaires de leurs associations. Bourinov en est à la tête avec trois moines. Ils déménagent en 1925 et reçoivent des subsides des autorités municipales. Ils sollicitent aussi l'aide du patriarche de Serbie, Dimitri, par l'intermédiaire du ministère de l'Intérieur et des Cultes.
Les Kalmouks construisent leur temple en 1928, grâce aux fonds réunis par le président de l'association, Aboucha Alexeïev sur un terrain donné par le commerçant serbe Milos Jacimovic ; il est solennellement inauguré en décembre 1929. Mantchouda Bourinov venant de mourir, c'est Sandji Oumaldinov qui va diriger la communauté, jusqu'à sa mort en 1946. 
Le temple devient une curiosité de la capitale yougoslave, il est signalé dans les guides touristiques des années 1930 et la rue où il se trouve est nommée rue Bouddhiste. Les enfants de la communauté reçoivent un enseignement bouddhiste le dimanche et le temple sert aux mariages et funérailles des familles kalmoukes. Des organisations bouddhistes internationales et des intellectuels, comme l'artiste Nicolas Roerich, se font les propagateurs ou les donateurs du temple avant-guerre. L'ambassade du Japon en Roumanie fait don au temple de sa première statue de Bouddha en 1934 et le temple est restauré et agrandi l'année suivante. Le pouvoir allemand est plutôt favorable à la communauté pendant l'occupation. Le temple est gravement endommagé en octobre 1944, sa tour détruite. La communauté elle-même, craignant les représailles de l'Armée rouge se disperse aux États-Unis, en France et en Allemagne.
Le temple est transformé en club et bibliothèque culturelle, puis détruit quelques années plus tard pour laisser place à un immeuble.